# ستارا ویش (استان سیلسیان)
ستارا ویش (به لهستانی:  Stara Wieś) یک روستا در لهستان است که در گمینا ویلاموویتسه واقع شده‌است. ستارا ویش ۱٬۹۷۸ نفر جمعیت دارد.